# SDSS J164916.89+464340.0
| SDSS J164916.89+464340.0                                | SDSS J164916.89+464340.0 |
| ------------------------------------------------------- | ------------------------ |
| Beobachtungsdaten Äquinoktium: J2000.0, Epoche: J2000.0 |                          |
| Sternbild                                               | Hercules                 |
| Rektaszension                                           | 16h 49m 16,9s            |
| Deklination                                             | +46° 43′ 40″             |
| Helligkeit (J-Band)                                     | (17,09 ± 0,03) mag       |
| Spektralklasse                                          | L5                       |

SDSS J164916.89+464340.0 ist ein L-Zwerg im Sternbild Hercules. SDSS J164916.89+464340.0 wurde durch die Analyse von Daten des Sloan Digital Sky Survey (SDSS) in einer im Jahr 2006 veröffentlichten Untersuchung von Chiu et al. als L-Zwerg identifiziert, wobei das Objekt in einer groben Abschätzung der Spektralklasse L5 zugeordnet wurde.